# Велоспорт на Всеафриканских играх 2007
Велоспорт на Всеафриканских играх 2007.

## Обзор
Соревнования прошли 14 и 15 июля 2007 года в городе Алжире, столице Алжира. Программа Игр включала только дисциплины шоссейного велоспорта — групповую гонку и командную групповую гонку. Было разыграно шесть комплектов медалей. Четыре среди мужчин и два среди женщин.
По сравнению с предыдущими Играми программа соревнований претерпела ряд изменений. Вместо индивидуальной гонки с раздельным стартом была проведена командная групповая гонка. Также впервые были разыграны медали среди мужчин-гонщиков до 23 лет (категория U23).
В групповой гонке гонщики категорий элиты и U23 выступали вместе, но при этом спортсмены до 23 лет могли претендовать разу на два медали по итогам гонки — в общем зачёте с учётом результатов всех гонщиков и отдельно в своей возрастной категории без учёта результатов элитных гонщиков. Так будущий победитель гранд-туров, выступавший на тот момент за Кению, Крис Фрум по итогам всей гонки стал третьим, а в категории U23 занял второе место. При этом победитель в зачёте U23, и соответственно опередивший Криса Фрума, тунисец Рафаа Штиоуи среди призёров основной гонки на различных сайтах велостатистики отсутствует.
Всего медали завоевали представители семи стран. Хозяева Игр взяли только одну бронзовую медаль. Представители ЮАР в очередной раз превзошли всех по количеству медалей как общему так и золотых. 

## Медалисты

### Шоссе

#### Мужчины
| Дисциплина                    | Золото             | Серебро                   | Бронза                     |
| ----------------------------- | ------------------ | ------------------------- | -------------------------- |
| Групповая гонка               | Дэрил Импи ЮАР     | Ферекалси Дебесай Эритрея | Крис Фрум Кения            |
| Командная групповая гонка     | Эритрея            | ЮАР                       | Камерун                    |
| Групповая гонка U23           | Рафаа Штиоуи Тунис | Крис Фрум Кения           | Мерхави Гебрехивет Эритрея |
| Командная групповая гонка U23 | Эритрея            | Камерун                   | Нигерия                    |

#### Женщины
| Дисциплина                | Золото             | Серебро                  | Бронза            |
| ------------------------- | ------------------ | ------------------------ | ----------------- |
| Групповая гонка           | Йоланди Дю Туа ЮАР | Мариса ван дер Мерве ЮАР | Линетт Бургер ЮАР |
| Командная групповая гонка | ЮАР                | Нигерия                  | Алжир             |

## Медальный зачёт
*   Принимающая страна (Алжир)
| Место          | Страна         | Золото | Серебро | Бронза | Всего |
| -------------- | -------------- | ------ | ------- | ------ | ----- |
| 1              | ЮАР            | 3      | 2       | 1      | 6     |
| 2              | Эритрея        | 2      | 1       | 1      | 4     |
| 3              | Тунис          | 1      | 0       | 0      | 1     |
| 4              | Камерун        | 0      | 1       | 1      | 2     |
| 4              | Кения          | 0      | 1       | 1      | 2     |
| 4              | Нигерия        | 0      | 1       | 1      | 2     |
| 7              | Алжир*         | 0      | 0       | 1      | 1     |
| Всего стран: 7 | Всего стран: 7 | 6      | 6       | 6      | 18    |